# Joseph Bonanno
Joe Bonanno lub Joe Bananas, właśc. Joseph Charles Bonanno senior (ur. 18 stycznia 1905, zm. 11 maja 2002) – włosko-amerykański gangster, czołowa postać zorganizowanej przestępczości w Stanach Zjednoczonych tzw. Syndykatu. Wieloletni boss jednej z nowojorskich rodzin mafijnych.

## Życiorys
Pochodził z sycylijskiego miasteczka Castellammare del Golfo, gdzie spędził pierwsze lata swojego życia. Do Stanów Zjednoczonych przybył w 1922 po przejęciu władzy we Włoszech przez faszystów pod wodzą Benito Mussoliniego. Później przebywał na Kubie do 1925. Osiadł w dzielnicy Williamsburg (Brooklyn, Nowy Jork). Swoją przestępczą karierę rozpoczął w latach 30. Zajmował się sprzedażą ‘trefnego’ alkoholu, zmuszał właścicieli lokali i melin do jego zakupu.
Około 1927 do Nowego Jorku przybył Salvatore Maranzano jako wysłannik bossa mafii sycylijskiej Don Vito Cascio Ferro. Niebawem wybuchła wojna z Giuseppe „Joe Boss” Masserią tzw. wojna castellammaryjska, w której Bonanno stał się lojalnym sojusznikiem Maranzano.
Po śmierci szefa (10 września 1931) objął przywództwo w rodzinie, która z biegiem czasu przyjęła nazwę Rodzina Bonanno (obok Luciano, Gagliano, Profaci i Mangano).
Jako jeden z niewielu mafiosów przywiązywał wagę do mafijnych tradycji.
W 1931 (po zakończeniu wojny castellammaryjskiej) ożenił się z Fay Labruzzo, z którą miał troje dzieci: Salvatore „Bill” Bonanno (ur. 1932), Catherine (ur. 1934) I Joseph Charles Junior (ur. 1945).
W 1964 rozpoczął słynną wojnę w amerykańskim świecie przestępczym – wojnę bananową. Trwała ona do 1969, ostatecznie nie zdołał pokonać (wyeliminować) innych bossów nowojorskich rodzin Carlo Gambino i Tommy Lucchese oraz Franka DeSimone z Los Angeles i Stefano Magaddino z Buffalo. Następnie odszedł na emeryturę.
11 maja 2002 zmarł na niewydolność serca w szpitalu Tacoma (Arizona). Był ostatnim z pierwszych bossów Nowej Mafii amerykańskiej.